# 刘集镇 (凤台县)
刘集乡，是中华人民共和国安徽省淮南市凤台县下辖的一个乡镇级行政单位。

## 行政区划
刘集乡下辖以下地区：
谢郢社区、八里塘社区、高潮社区、和谐家园社区、凤凰花园社区、刘集村、杨刘村、孤山村、王咀村、淝北村、山口村、前进村、肖庙村、樊庙村、朱大圩村、彭圩村、彭岗村、八里塘矿社区和东风湖农场村。